# 二硫化钨
二硫化钨是一种无机化合物，化学式为WS2。

## 性质
灰色有金属光泽的细小六方晶系结晶或粉末。在空气中稳定。不溶于水，溶于硝酸和氢氟酸混酸中。溶于熔融碱，不溶于醇。

## 制备
钨酸铵与硫化氢气体反应，沉淀出四硫代钨酸铵。后者再经高温焙烧，分解为二硫化钨。
{\displaystyle {\rm {\ (NH_{4})_{2}WO_{4}+4H_{2}S\rightarrow (NH_{4})_{2}WS_{4}\downarrow +4H_{2}O}}}
{\displaystyle {\rm {\ 2(NH_{4})_{2}WS_{4}+3O_{2}\rightarrow 2WS_{2}+4NH_{3}\uparrow +2S+2SO_{2}\uparrow +2H_{2}O}}}

## 用途
二硫化钨是一种新型的固体润滑剂，适用于高温、高压、高负荷和高真空条件下的润滑。可添加在工程塑料中制成自润滑元件，也可与挥发性溶剂混合，喷涂于金属表面，在冲锻中用来提高模具寿命和工件的光洁度。